# Scott McKenzie
(Scott McKenzie - San Francisco)
Scott McKenzie, pseudonimo di Philip Wallach Blondheim (Jacksonville, 10 gennaio 1939 – Los Angeles, 18 agosto 2012), è stato un cantante statunitense.

## Biografia
McKenzie crebbe in Nord Carolina e Virginia. Nel 1967 incise San Francisco (Be Sure to Wear Flowers in Your Hair), una canzone scritta da John Phillips che divenne una delle bandiere generazionali del movimento hippy negli Stati Uniti ed ebbe uno straordinario successo in tutto il mondo.
Nei decenni successivi McKenzie alternò lunghi momenti di interruzione con periodi come cantante "on the road", soprattutto come componente del gruppo dei Mamas and Papas. Le sue ultime attività risalgono ai primi anni 2000, dopodiché si ritirò definitivamente.
Visse fino alla fine nei pressi di Los Angeles, ove scomparve nel 2012 a 73 anni. Affetto dalla sindrome di Guillain-Barré, che l'aveva portato alla paralisi totale, morì per un infarto provocato dalla patologia.

## Discografia

### Album studio
- 1967 - The Voice of Scott McKenzie (1967)
- 1970 - Stained Glass Morning (1970)

### Singoli
- 1967 - Look in Your Eyes/All I Want is You
- 1967 - No, No, No, No, No/I Want to be Alone
- 1967 - San Francisco (Be Sure to Wear Flowers in Your Hair)/What's the Difference
- 1967 - Like an Old Time Movie/What's the Difference (Chapter II)
- 1967 - Holy Man/What's the Difference (Chapter Three)
- 1970 - Going Home Again/Take a Moment
- 1989 - San Francisco Remix '89

### Raccolte
- 1974 - San Francisco
- 1991 - San Francisco (The Very Best Of)[4]
- 2001 - Stained Glass Reflections 1960-1970
- 2005 - Superhits